# Papa Innocenzo VII
Innocenzo VII, nato Cosimo de' Migliorati (Sulmona, 1336 circa – Roma, 6 novembre 1406), è stato il 204º papa della Chiesa cattolica dal 1404 alla morte. Regnò durante lo Scisma d'occidente, mentre il papa rivale (antipapa), Benedetto XIII, regnò da Avignone.

## Biografia
Cosimo Migliorati proveniva da una nobile famiglia della cittadina di Sulmona in Abruzzo, figlio di Gentile Migliorati e di Mascia Oderisi. Era zio del cardinale Giovanni Migliorati.

### Formazione e carriera ecclesiastica
Si distinse per i suoi studi sia nel diritto civile che nel diritto canonico, che insegnò per un certo periodo nelle Università degli studi di Perugia e di Padova. Il suo insegnante, Lignano, lo prese sotto la sua protezione e lo portò a Roma. Entrato nella Curia grazie a Urbano VI, trascorse dieci anni in Inghilterra come collettore pontificio; successivamente fu nominato arcivescovo di Ravenna (4 novembre 1387), consacrandolo vescovo il 5 dicembre del medesimo anno, ma Cosimo non poté mai insediarsi per l'opposizione del signore di Ravenna, Guido III da Polenta, che era seguace dell'antipapa Clemente VII. Nel giugno del 1389 fu trasferito alla sede di Bologna.
Papa Bonifacio IX lo rese cardinale con il titolo di Santa Croce in Gerusalemme e lo impiegò come legato pontificio in diverse missioni importanti e delicate, fra le quali quella della pacificazione fra Gian Galeazzo Visconti e le città di Firenze e Bologna.
Nel 1396 divenne Camerlengo di Santa Romana Chiesa, carica che mantenne fino all'elezione al Soglio pontificio.

### L'elezione al Soglio
Quando Bonifacio IX morì, erano presenti a Roma alcuni delegati dell'antipapa Benedetto XIII. I cardinali romani tentarono di ricomporre lo scisma con Avignone. Nel caso Benedetto XIII avesse abdicato, essi non si sarebbero riuniti in conclave. I cardinali chiesero dunque ai delegati se il loro signore avrebbe voluto abdicare, ma gli fu risposto che Benedetto non avrebbe mai accettato (e infatti non lo fece mai). I cardinali dunque procedettero all'elezione, prestando tutti il giuramento solenne di non lasciare niente d'intentato.
In un conclave di otto cardinali, il 17 ottobre 1404 venne scelto all'unanimità Cosimo Migliorati, che prese il nome di Innocenzo VII. Quando si diffuse nell'Urbe la notizia della sua elezione, il partito ghibellino romano insorse, ma la pace venne mantenuta con l'aiuto di re Ladislao di Napoli, che corse a Roma con un gruppo di soldati per assistere il Papa nel sopprimere l'insurrezione.

### Il pontificato

#### Relazioni con il papa rivale di Avignone

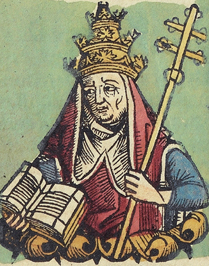
Innocenzo VII raffigurato in una miniatura delle Cronache di Norimberga (Hartmann Schedel, 1493 ca.)

Poco dopo la sua elezione, Innocenzo si mosse per mantenere il suo giuramento proclamando un concilio per sanare lo scisma che perdurava da lungo tempo. La convocazione veniva richiesta con urgenza da Carlo VI di Francia e da Roberto del Palatinato, re di Germania. Ma i problemi che si crearono a Roma tra le varie fazioni cittadine fornirono al pontefice il pretesto, del quale non mancò di usufruire, per rimandare il concilio. Nelle condizioni del momento, Innocenzo affermò di non poter garantire l'incolumità a Benedetto nel caso questi avesse deciso di recarsi personalmente a Roma per il concilio. Il suo rivale ribatté che l'unico ostacolo che impediva la fine dello scisma fosse la mancanza di volontà di Innocenzo. Innocenzo non mostrò alcun interesse alla proposta di abdicare insieme a Benedetto nell'interesse della pace.

#### Relazioni con i monarchi cristiani
Il principale protettore del pontefice era il re di Napoli Ladislao. Per i suoi servigi il Re pretese diverse concessioni, tra queste la promessa che Innocenzo VII non avrebbe raggiunto nessun accordo né con il Papa rivale di Avignone Benedetto XIII né con Luigi II d'Angiò, che gli aveva contestato il trono di Napoli fino a poco tempo prima. Il pontefice, che non aveva alcun'intenzione di stringere patti con Avignone che compromettessero le sue rivendicazioni sugli Stati Pontifici, acconsentì. Innocenzo venne così a trovarsi costretto a obblighi imbarazzanti, dai quali si liberò alla prima occasione.
Innocenzo aveva commesso il grave errore di nominare, come capitano delle milizie pontificie, un suo nipote decisamente inadatto al ruolo, Lodovico Migliorati (1370 circa-1428), un pittoresco condottiero, in precedenza al soldo di Giangaleazzo Visconti di Milano: un atto di nepotismo che avrebbe pagato caro. Nell'agosto 1405 egli, che non aveva mai abbandonato le armi, tese un agguato a undici rappresentanti della fazione romana avversa al Papa, che erano di ritorno da una conferenza col Pontefice. Li fece assassinare nella sua casa, facendone poi gettare i corpi in strada, dalle finestre dell'ospedale di Santo Spirito. Temendo una sollevazione, Papa, corte e cardinali, assieme alla fazione dei Migliorati, fuggirono verso Viterbo. Ludovico colse l'occasione per portare via del bestiame che pascolava fuori dalle mura, e il partito del Papa venne inseguito dai romani inferociti, perdendo trenta membri, i cui corpi vennero abbandonati nella fuga. Tra questi vi era l'abate di Perugia, colpito a morte sotto gli occhi del pontefice.

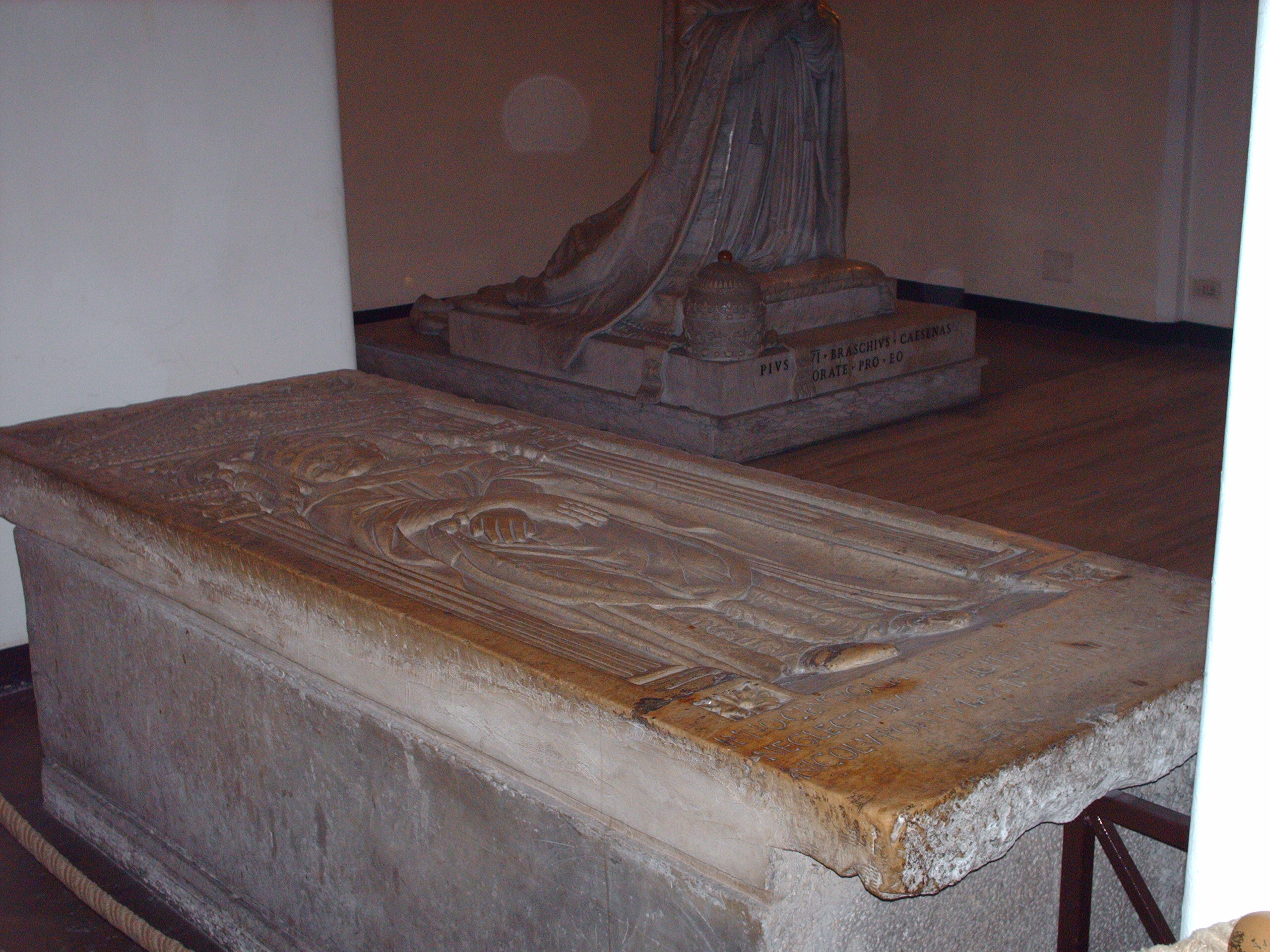
Tomba di Innocenzo VII, nel corridoio delle tombe dei papi, sotto la Basilica di San Pietro in Vaticano

Re Ladislao inviò una squadra di soldati a sedare la rivolta: nel gennaio del 1406 i romani accettarono nuovamente l'autorità papale e Innocenzo VII si sentì in grado di fare ritorno a Roma. In marzo il pontefice nominò il nipote Lodovico marchese e conte di Fermo. Re Ladislao, non contento delle concessioni fattegli in precedenza, desiderava estendere la sua autorità su Roma e sugli Stati Pontifici. Per ottenere i suoi scopi aiutò la fazione ghibellina di Roma nei suoi tentativi sovversivi. Un contingente di truppe mandato da Ladislao in aiuto della fazione dei Colonna occupò nuovamente Castel Sant'Angelo, in apparenza per proteggere la Santa Sede, ma compiendo anche frequenti sortite su Roma e sul territorio circostante. Solo dopo che Ladislao venne scomunicato, cedette alle richieste del Papa di ritirare le sue truppe.
Si disse che Innocenzo avesse progettato la restaurazione dell'università romana, ma la sua morte pose fine a quelle voci. Lo storico Luigi Crisostomo Ferrucci, nel saggio Investigazioni storico-critiche sul Pontificato e la Persona di Bonifacio VII (1856), sostiene che gli avessero donato una scultura raffigurante l'antipapa Bonifacio VII, ma non fu mai trovata traccia di quest'opera.
Innocenzo VII morì a Roma, il 6 novembre 1406.
Dalla sua famiglia, discenderà, per parte di madre, papa Benedetto XV (1914-1922).

#### Concistori per la creazione di nuovi cardinali
Papa Innocenzo VII durante il suo pontificato ha creato 11 cardinali nel corso di un solo concistoro.

## Successione apostolica
La successione apostolica è:
- Vescovo Edmund Bromfeld (1389)
- Vescovo Thomas Treffnant (1389)